# The Best of Shazza
The Best of Shazza – album kompilacyjny Shazzy wydany pod koniec 1994.

## Lista utworów
1. „Baiao Bongo” – 3:30
2. „18 lat” – 2:50
3. „Jesteś moim ideałem” – 2:48
4. „Zabaw się ze mną” – 3:20
5. „Powiedz mi” – 4:24
6. „Maga Pigi” – 2:58
7. „Zakochaj się jeszcze raz” – 3:40
8. „Co z tego masz?” – 3:05
9. „Czas na sen” – 3:40
10. „Szach i mat” – 3:50
11. „Taki ładny chłopak” – 3:46
12. „Czego chcesz” – 4:00
13. „Sobie na złość” – 2:55
14. „Chinatown” – 4:28
15. „Bossa Nova” – 3:25
16. „Jambalaya Mix” – 5:19